# Michael Barrett (homme politique canadien)
Pour les articles homonymes, voir Michael Barrett et Barrett.
'Michael Barrett, né en 1984 à Arnprior, est un gestionnaire des ressources humaines et homme politique canadien de l'Ontario.  À titre de député conservateur à la Chambre des communes du Canada, il représente les circonscriptions fédérales ontariennes de Leeds—Grenville—Thousand Islands et Rideau Lakes de 2018 à 2025 et de Leeds—Grenville—Thousand Islands—Rideau Lakes depuis 2025.

## Biographie
Né à Arnprior en Ontario, Barrett fréquente le Collège Algonquin d'Ottawa avant de s'enrôler ensuite dans les Forces armées canadiennes. Ensuite, il s'engage dans les Forces armées canadiennes avant de devenir responsable des ressources humaines. Il entame une carrière publique en devenant conseiller municipal du canton d'Edwardsburgh/Cardinal (en) pendant quatre ans.
Élu lors d'une élection partielle le 3 décembre 2018,. et réélu en 2019, il est nommé au cabinet fantôme au poste de ministre pour l'éthique. Une lettre de Barrett au commissaire à l'éthique Mario Dion entraîne une enquête en 2020 sur le premier ministre Justin Trudeau et sur le ministre des Finances Bill Morneau sur leur conduite dans le dossier du scandale avec WE Charity. Réélu en 2021, Barrett est nommé leader adjoint conservateur de la Chambre et coprésident de la planification avec James Bezan. Un remaniement de la nouvelle cheffe Candice Bergen en février 2022 l'amène au poste de ministre fantôme de la santé et à siéger à titre de vice-président du Comité permanent de la santé.
Il est réélu en 2025.